# コンバット・ゾーン・レスリング
コンバット・ゾーン・レスリング（Combat Zone Wrestling、略称：CZW）は、アメリカ合衆国のペンシルベニア州フィラデルフィアを拠点とするプロレス団体。

## 特徴
デスマッチを柱に据えたいわゆるハードコアマッチを特色としてウルトラバイオレント（Ultraviolent）をスローガンとしている。そのため凶器にはガラス、蛍光灯、画鋲はもちろん工業用ホチキス、ウィードワッカー（芝刈り機）という今までない凶器を使用している。

## 歴史
元々はプロレスラー養成学校「コンバット・レスリング・スクール」としてジョン・ザンディグによって運営されていたが麻薬撲滅キャンペーンの関係者からチャリティーという形でプロレス興行を要請された。
1999年、初めてプロレス興行を実施。その後も興行の開催を持ちかけられてプロレスラー養成学校からプロレス団体へと変貌してニック・ゲージ、ジャスティス・ペイン、ロボ、リック・ブレードが初期の看板候補選手であった。
2000年、日本の大日本プロレスとの業務提携を発表。ユニット「CZW軍」を結成して大日本プロレスに参戦していた。
2001年、日本の大日本プロレスとの業務提携解消を発表。
2004年、「CZW殿堂」を制定。
近年ではアメリカまたは州の条例によって過激な試合形式を行うことが難しくなったこともあり、UVU（ウルトラ・バイオレント・アンダーグラウンド）と称して無観客試合を行っている。クルーザー級にも力を入れており、世界最高峰とも称されるTNAのXディビジョンにも劣らないほどの独創性が発揮された試合も多数あり、CZWを足がかりにROHなどのインディー団体で活躍するようになった選手も多い。
2009年、設立からCZWの所有者を務めていたザンディグから引き継ぐ形でDJハイドが新たなCZWの所有者になった。
2011年12月16日、日本の大日本プロレス、ドイツのwXwとのライセンス契約を発表。

## 主な興行
- トーナメント・オブ・デス

毎年夏に開催されるデスマッチトーナメント戦。全ての試合が1対1とは限らず3WAYマッチで対戦して先にピンフォール、ギブアップを奪われた人のみが敗北すると言う形式を交えたこともある。
- ベスト・オブ・ザ・ベスト

クルーザー級の選手によるトーナメント戦。デスマッチは一切採用されず純粋に技量を競い合う趣向になっている。
- ケージ・オブ・デス

毎年冬に行われるメインイベント。リングを金網で囲いリングの内外にはテーブル、イス、ハシゴ、ガラス板、ガビョウ、足場などの単純な物から複数の物を絡めることで趣向を凝らした様々な物までバラエティに飛んだ凶器が置かれている。シチュエーション、凶器の設定は金網がリングに置かれること以外は毎年異なり、決着方法も1本勝負、敗者から脱落する生き残り形式、リングアウト（リングの外に出た地点で敗退）の有無、ロイヤルランブルマッチ、ダブルリングマッチ（片方のリングは金網で囲わない）など、その年によって異なる。

## タイトル
- CZW世界ヘビー級王座
- CZW世界タッグ王座
- CZWワイアードTV王座

過去に存在した王座
- CZW世界ジュニアヘビー級王座
- CZWアイアンマン王座
- CZWデスマッチ王座
- CZWウルトラバイオレントアンダーグラウンド王座

## 所属選手

### 男子選手
- ARフォックス（AR Fox）
- DJハイド（DJ Hyde）
- MASADA
- TJマルコーニ（TJ Marconi）
- アズリエル（Azrieal）（フェデリコ・パラシオス）
- アダム・コール（Adam Cole）
- アレクサンダー・ジェームス（Alexander James）
- アレックス・コロン（Alex Colon）
- アレックス・レイノルズ（Alex Reynolds）
- エリック・コルヴィス（Eric Corvis）
- キット・オズボーン（Kit Osbourne）
- クリス・ディッキンソン（Chris Dickinson）
- グレッグ・エクセレント（Greg Excellent）
- シェーン・ストリックランド（Shane Strickland）
- ジェイク・クリスト（Jake Crist）
- ジョー・ゲイシー（Joe Gacy）
- ジョーカー（Joker）
- ジョナサン・グリシャム（Jonathan Gresham）
- ジョン・シルバー（John Silver）
- ストッケード（Stockade）
- ソズィオ（Sozio）(ナイルズ・ヤング)
- ダスティン・レイズ（Dustin Rayz）
- ダニー・ハボック（Danny Havoc）
- ダン・バリー（Dan Barry）
- ティム・ドンスト (Tim Donst)
- デーブ・クリスト（Dave Crist）
- デビッド・スター（David Starr）
- デボン・ムーア（Devon Moore）
- ドリュー・グラック（Drew Gulak）
- パパドン（Papadon）
- バックス・ベルマー（Buxx Belmar）
- バンディード・ジュニア（Bandido Jr.）
- ブラック・ジーズ（BLK Jeez）（セイビアン）
- ペクトラル・ポセイドン（Pectoral Poseidon）
- ペッパー・パークス（Pepper Parks）
- マット・トレモント（Matt Tremont）
- ミスター・トフィガ（Mister Tofiga）
- ライアン・スレイター（Ryan Slater）
- ラッカス（Ruckus）
- ラテン・ドラゴン（Latin Dragon）
- ラッキー・サーティーン（Lucky 13）
- ランディ・サマーズ（Randy Summers）
- ロバート・アンソニー（Robert Anthony）（エゴティスティコ・ファンタスティコ）

### ボムシェル（女子選手）
- カイリー・ピアース（Kylie Pierce）
- キンバー・リー（Kimber Lee）
- クリッシー・リベラ（Chrissy Rivera）
- ミア・イム（Mia Yim）